# هوغو ليخت
هوغو ليخت (بالألمانية: Hugo Licht)‏ (و. 1841 – 1923 م) هو مهندس معماري من ألمانيا . ولد في Siedlnica .
توفي في لايبزيغ.

## معرض صور

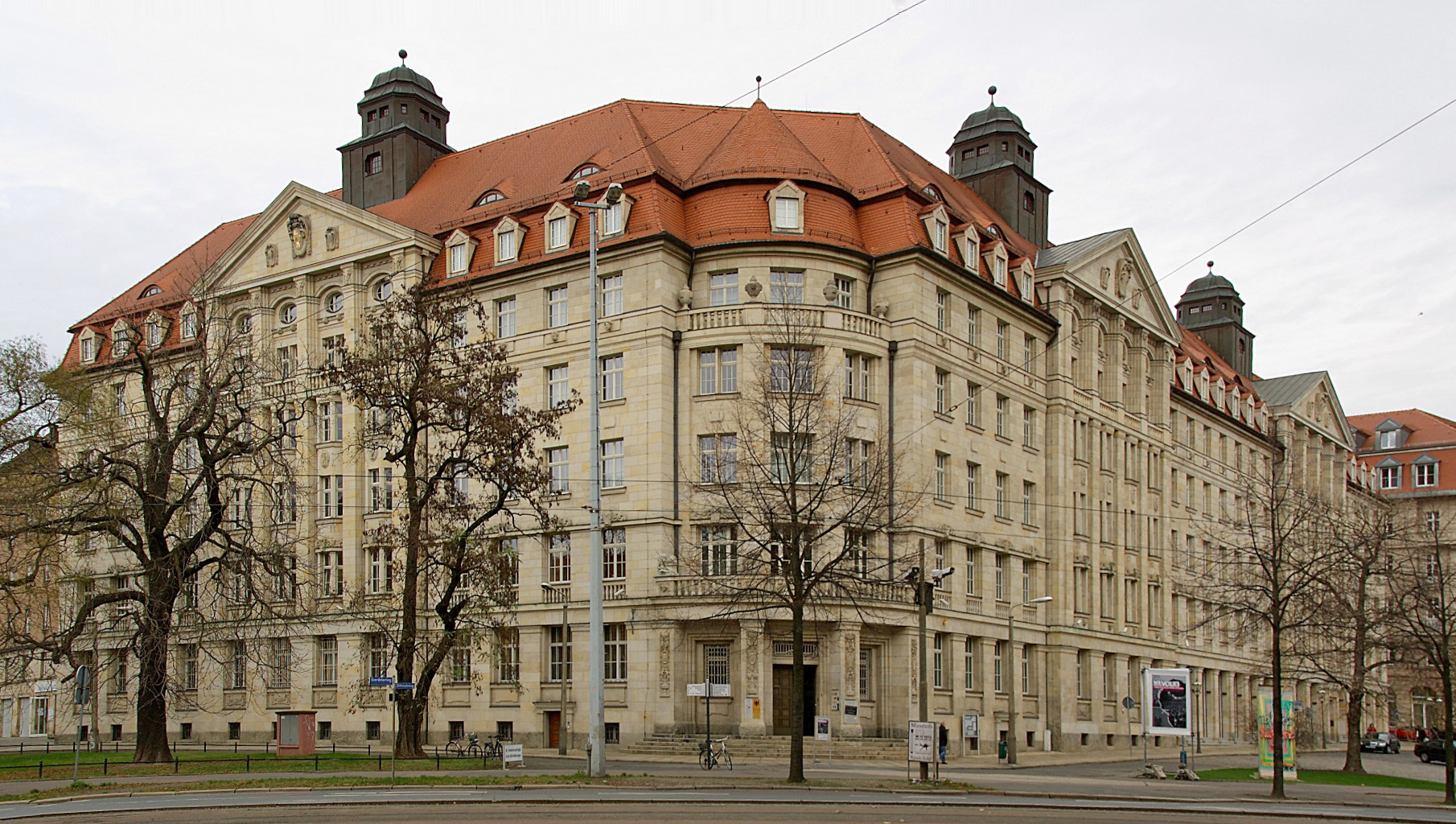
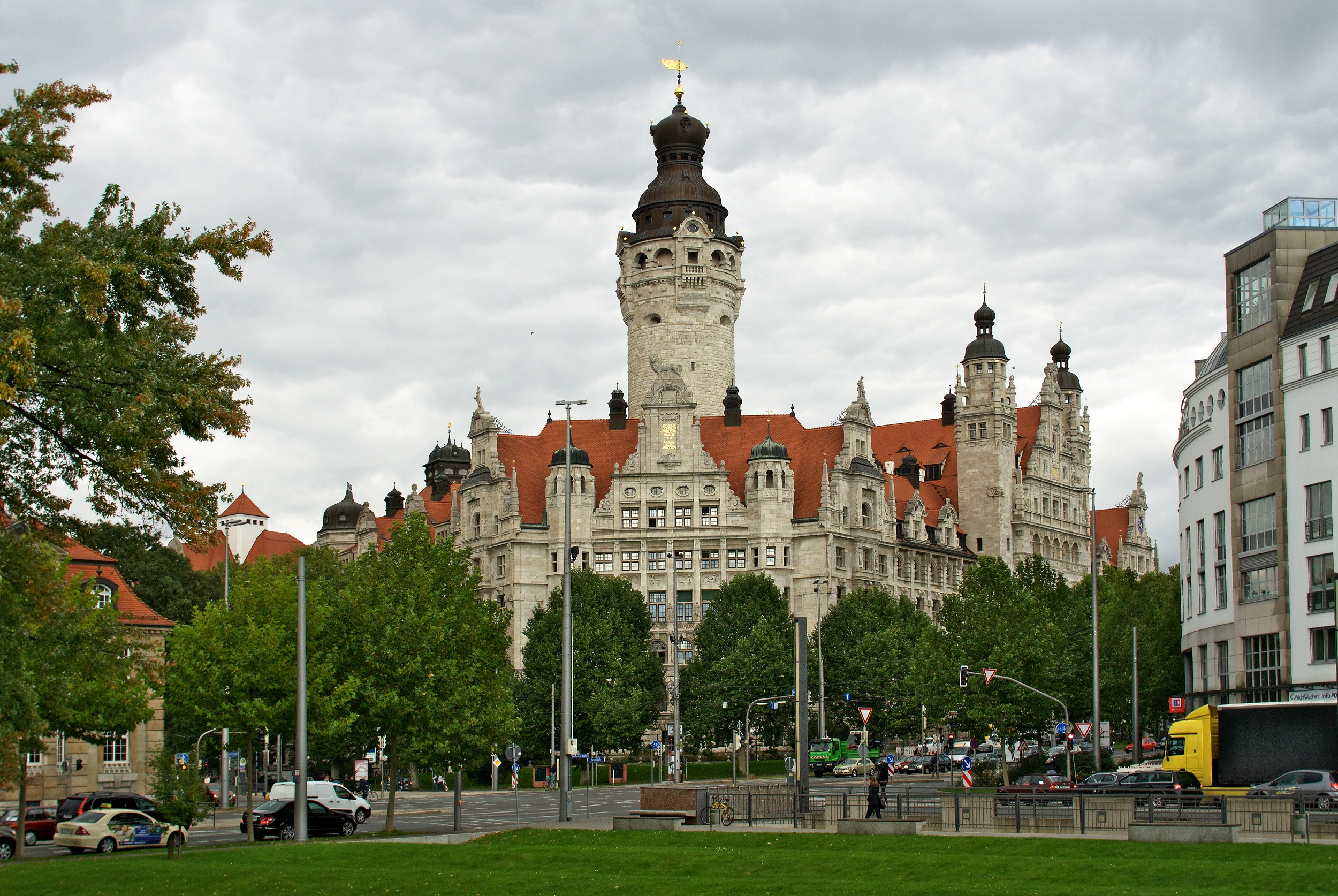
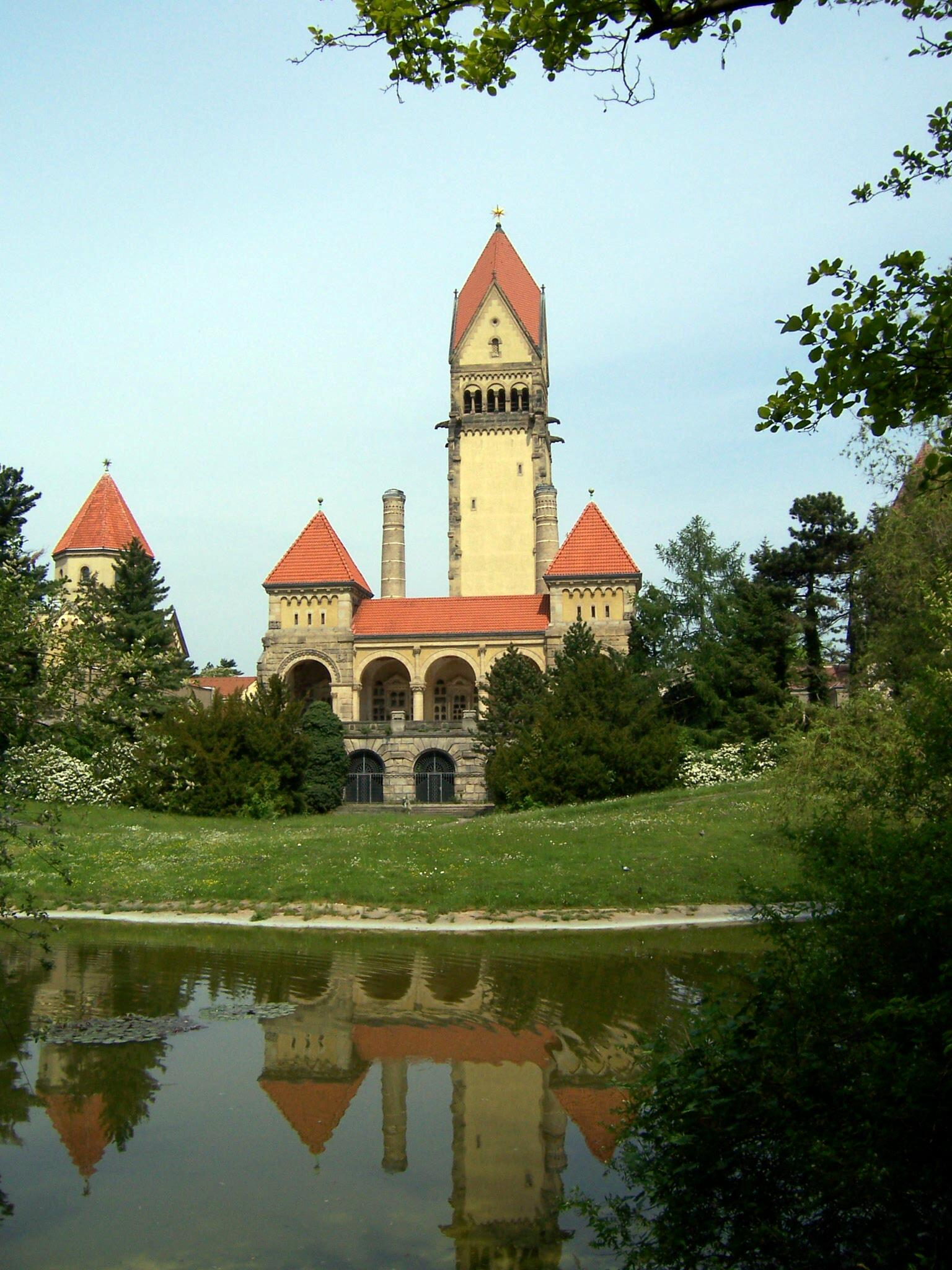

## أعمال بارزة
من أهم أعماله:
- Raiffeisenstraße 3.